# Слепцовы
Слепцовы — русский дворянский род, восходящий к середине XVII века.

## История
Род внесён в VI часть родословных книг Пензенской, Саратовской, Симбирской и Тамбовской губерний.
Председатель Тамбовской учёной архивной комиссии А. Н. Норцов указывал, что исторические сведения о Слепцовых начинаются с конца XV века. Древнейшая известная грамота, в которой упоминаются Слепцовы, была дана Василием III в 1511 году «Ивану и Дмитрию Слепцовым на владение сельца Карова в Мещере».
Предок сего рода, московский дворянин (1678), Фрол Кузьмич Слепцов, по грамоте царя и великого князя Алексея Михайловича, за службы, промыслы и храбрость пожалован (1670), с поместного оклада в вотчину недвижимое имение с крестьянами в деревни Ивановской, писанное за ним по писцовым книгам Шацкого уезда (1635). Из дворян Шацкого уезда происходили Василий Михайлович Слепцов (ум. 09.05.1754) — «лейб-кампании гренадер, Высочайше подтверждён в потомственном дворянском достоинстве 31.12.1741» и Михаил Иванович Слепцов (1710-е — до 1770) — премьер-майор, владелец села Дубасово.

## Известные представители
- Слепцов, Александр Александрович (1836—1906) — организатор общества «Земля и воля».
- Слепцов, Алексей Трофимович (1786—1831) — кавалергард, дед А. Н. Норцова.
- Слепцов, Василий Алексеевич (1836—1878) — писатель.
- Слепцов, Николай Павлович (1815—1851) — генерал-майор, убит при штурме Нурко (10 декабря 1851).
- Слепцов, Павел Александрович (1862—1906) — тверской губернатор.

## Описание герба
На две части вдоль разделённый щит, у которого правая часть показывает в чёрном поле золотое стропило с наложенными на нём тремя горящими гранатами натурального цвету между тремя серебряными пятиконечными звёздами, а левая содержит в червлёном поле три серебряных копейных наконечника: два вверху остриями вниз, один внизу остриём вверх.
Над щитом открытый стальной дворянский шлем, который украшает наложенная на него обыкновенная Лейб-компании гренадерская шапка с тремя страусовыми перьями, среднее золотое, правое чёрное, левое серебряное и с двумя по обеим сторонам распростёртыми Орловыми крылами чёрного цвету, на которых повторены три серебряные звезды. По сторонам щита опущен шлемовной Намёт: чёрного и червлёного цветов с правой стороны подложенный золотом, а слева серебром. (Гербовник, XII, 80).